# 乐高Ideas
乐高Ideas（以前称为 乐高Cuusoo）是一个网站，它由Cuusoo和乐高集团在2008年开始运作，它允许用户对乐高的产品提出想法，然后将其变成潜在的商业可行的套装，而原先的设计师可以得到版税的1%。

## 背景
乐高Ideas起初是作为日本网站Cuusoo的分支，由该公司和乐高集团合作产生。该分支被命名为乐高Cuusoo，并被标记为Beta网站，直到乐高Ideas成为已完工的产品。

## 过程

### 用户提交阶段
用户在一个项目页上表达自己的想法，包括这个想法的书面描述，和一个用于论证其概念的乐高模型样品。 网页一旦发布，就可以被其他用户看到。每一个项目的目标是有10,000个不同的用户支持，这样项目就获得了审查的资格。最初，项目会被放在Cuusoo/Ideas网站最多两年，如果项目没有达到所需的10,000张支持票就会被拿下。乐高Ideas后来改变了这个门槛——提交后的第一年如果没有达到1,000票，该项目就会过期；接下来的六个月要达到5,000；再下来的六个月要达到10,000张支持票。
起初，提交的项目可以是关于任何事物的，也没有限制项目的规模和风格。在套装开始被阐明原因拒绝之后，乐高Ideas宣布了限制条件——不能使用新的零件，不能涉及作为竞争对手的玩具公司所拥有的禁止性知识产权，也不能包含成人内容。2016年6月，乐高Ideas进一步限制了项目的提交——限制了项目的规模，禁止模拟真实尺寸的武器，也不再允许基于已经被乐高Ideas/Cuusoo作为产品套装的知识产权的项目。
在每年5月、9月和1月，所有有资格的项目会被共同审查，顺序以项目达到10,000名支持者的时间为准。

### 审查阶段
随着越来越多的基于Ideas提交的项目被乐高公司拒绝，乐高Ideas正逐年完善其提交标准。
自成立以来，有很多达到10,000票门槛的套装已经在审查期间出于各种原因被拒绝。一些基于特定知识产权的套装由于内容问题被拒绝，如《萤火虫》和《僵尸肖恩》。任何包含飲酒、性、毒品、宗教、二战以后的战争或第一人称射击遊戲等被认为不适合年轻的乐高迷。
其它被拒绝的项目包括：基于《彩虹小馬：友情就是魔法》的套装，由于其知识产权属于竞争对手厂商孩之宝；某些基于《薩爾達傳說》的套装，由于需要制造太多的原始模具，虽然乐高并没有完全排除其它基于特许经营权的项目；终极收藏系列的沙爬行者套装，由于乐高集团已與卢卡斯影业进行乐高星球大战系列的合作。
2015年的第一批审查，在2015年10月宣布，第一次没有项目被选定，因为许多项目因为各种原因被拒绝。这些项目许多都无法满足于2016年6月发布的修订后的提交标准。

### 生产阶段
如果产品被明确要生产，它将被开发并随后被发布为一个“乐高Ideas”旗下的官方套装。套装的原作者将收到十份最终的产品，以及产品净销售额1%的版税。

## 套装
目前已生产了31套，包括已宣布生產的共有34套：
- 基于原创想法
- 基于现有主题/许可或知识产权
  - 以宣布时间为序。粗线表示品牌从Cuusoo变为Ideas的时间

| 序号及链接                   | 套装号 | 项目名称                       | 套装名称                         | 发布时间                                   | 作者                       | 作者网名                  | 备注 |
| ---------------------------- | ------ | ------------------------------ | -------------------------------- | ------------------------------------------ | -------------------------- | ------------------------- | --- |
| #001 （页面存档备份，存于）  | 21100  | 深海探险                       | 深海6500潜艇                     | 2011年2月17日（日本）                      |                            | At_guy                    | 只在日本发布。 |
| #002 （页面存档备份，存于）  | 21101  | 小行星探测飞船隼鸟号           | 隼鸟号                           | 2012年3月1日（日本） 2012年7月11日（全球） | Daisuke Okubo              |                           | 第一款全球发布的Cuusoo套装。 |
| #003                         | 21102  | 乐高版我的世界                 | 《我的世界》微缩世界             | 2012年6月1日                               | Mojang                     |                           | 基于视频游戏我的世界。开启了乐高版我的世界这一全新主题。                                                                                      |
| #004 （页面存档备份，存于）  | 21103  | 《回到未來》迪罗伦时光机       | 迪罗伦时光机                     | 2013年8月1日                               | m.togami Sakuretsu         |                           | 基于《回到未來》中的迪罗伦时光机。 |
| #005 （页面存档备份，存于）  | 21104  | 火星科学实验室“好奇号”探测器   | NASA火星科学实验室“好奇号”探测器 | 2014年1月1日                               | Stephen Pakbaz             | Perijove                  | 基于NASA的“好奇号”火星探测器。 |
| #006 （页面存档备份，存于）  | 21108  | 捉鬼敢死队30周年纪念           | 捉鬼敢死队Ecto-1                 | 2014年6月1日                               | Brent Waller               |                           | 基于《捉鬼敢死队》中的Ecto-1。 |
| #007 （页面存档备份，存于）  | 21109  | Exo装备                        | Exo装备                          | 2014年8月1日                               | Peter Reid                 |                           | |
| #008 （页面存档备份，存于）  | 21110  | 女人仔套装                     | 研究中心                         | 2014年8月1日                               | Ellen Kooijman             | Alatariel                 | |
| #009 （页面存档备份，存于）  | 21301  | 乐高鸟类项目                   | 鸟类                             | 2015年1月1日                               | DeTomaso                   |                           | |
| #010 （页面存档备份，存于）  | 21302  | 生活大爆炸                     | 生活大爆炸                       | 2015年8月1日                               | Ellen Kooijman             | Alatariel                 | 基于电视剧集《生活大爆炸》。 |
| #012 （页面存档备份，存于）* | 21303  | WALL-E                         | WALL-E                           | 2015年9月1日                               | 安格斯·麦克雷恩            |                           | 基于Pixar的电影WALL-E。 *宣布时为Ideas #011，发布时为Ideas #012。Ideas #011（神秘博士）早于WALL-E进入审查，但因审查时间长，在WALL-E之后发布。 |
| #011 （页面存档备份，存于）  | 21304  | 神秘博士和他的同伴             | 神秘博士                         | 2015年12月1日                              | Andrew Clark               |                           | 基于BBC的电视剧集《神秘博士》。 |
| #013 （页面存档备份，存于）  | 21305  | 弹珠迷宫                       | 迷宫                             | 2016年4月1日                               | Jason Allemann             | JKBrickworks              | |
| #014 （页面存档备份，存于）  | 21307  | 卡特汉姆Super Seven            | 卡特汉姆Seven 620R               | 2016年10月1日                              | Carl Greatrix              |                           | 基于经典英国跑车。 |
| #016 （页面存档备份，存于）  | 21308  | 砖块搭建的探险时光人物         | 探险时光                         | 2016年12月26日                             |                            | aBetterMonkey             | 基于动画剧集《探险时光》。 |
| #015 （页面存档备份，存于）  | 21306  | 甲壳虫黄色潜水艇               | 甲壳虫黄色潜水艇                 | 2016年11月1日                              | Kevin Szeto                |                           | 基于动画片《黄色潜水艇》。 |
| #017 （页面存档备份，存于）  | 21309  | 阿波罗11号土星5号              | NASA阿波罗土星5号                | 2017年6月                                  |                            | saabfan whatsuptoday      | 基于NASA用于阿波罗11号登月任务的火箭。 |
| #018 （页面存档备份，存于）  | 21310  | 老渔具店                       | 老渔具店                         | 2018年1月14日                              | Robert Bontenbal           | RobenAnne                 | |
| #019 （页面存档备份，存于）  | 21312  | NASA的女人们                   | NASA的女人们                     | 2017年11月14日                             | Maia Weinstock             | 20tauri                   | 基于为NASA工作的资深女人们。 |
| #022 （页面存档备份，存于）  | 21311  | 战神金刚——宇宙的守护者         | 战神金刚                         |                                            | Leandro Tayag              | len_d69                   | 基于动画系列《战神金刚》。 |
| #020 （页面存档备份，存于）  | 21313  | 瓶中船，旗舰利维坦             | 瓶中船                           | 2018年2月1日                               | Jake Sadovich              |                           | 用乐高搭建的瓶中船。 |
| #021 （页面存档备份，存于）  | 21314  | 創：光速戰記 光輪機車          | 創：光速戰記                     | 2018年3月31日                              | Tom 與 Drew                | BrickBros UK              | 基于電影《創：光速戰記》中登場的車輛。 |
| #023 （页面存档备份，存于）  | 21315  | 立體書                         | 立體書                           | 2018年11月1日                              | Jason Allemann Grant Davis | JKBrickworks Grant_Davis_ | 基于經典童話故事《小紅帽》以及《傑克與魔豆》。 Allemann的第二個Ideas套組。                                                                    |
| #024 （页面存档备份，存于）  | 21316  | 摩登原始人                     | 摩登原始人                       | 2019年3月1日                               | Andrew Clark               | AndrewClark2              | 基于卡通《摩登原始人》。 Clark的第二個Ideas套組。                                                                                             |
| #026 （页面存档备份，存于）  | 21318  | 樹屋                           | 樹屋                             | 2019年8月1日                               | Kevin Feeser               | KevinTreeHouse            | |
| #025 （页面存档备份，存于）  | 21317  | 汽船威利号                     | 汽船威利号                       | 2019年4月1日                               | Máté Szabó                 | szabomate90               | 基于迪士尼動畫短片汽船威利号。 |
| #027 （页面存档备份，存于）  | 21319  | 六人行中央公園咖啡             | 中央公園                         | 2019年9月1日                               | Aymeric Fievet             | Mric76                    | 基于电视剧集《六人行》。 |
| #028 （页面存档备份，存于）  | 21320  | 恐龍化石骨架 - 自然歷史收藏    | 恐龍化石                         | 2019年11月1日                              | Jonathan Brunn             | Mukkinn                   | 包含暴龍、三角龍以及無齒翼龍的化石骨架模型。                                                                                                  |
| #029 （页面存档备份，存于）  | 21321  | 國際太空站                     | 國際太空站                       | 2020年2月1日                               | Christoph Ruge             | XCLD                      | 基于國際太空站。原為先前未通過審核的Ideas提案，與其他遭否決提案一同經由粉絲表決後勝出而成為正式套組。                                         |
| #030 （页面存档备份，存于）  | 21322  | 海盜灣                         | 梭魚灣的海盜們                   | 2020年4月1日                               | Pablo Sánchez Jiménez      | Bricky–Brick              | 此提案以經典樂高海盜主題系列為靈感，成品與1989年「黑海梭魚號」套組具有許多相似之處。                                                          |
| #031 （页面存档备份，存于）  | 21323  | 演奏鋼琴                       | 演奏鋼琴                         | 2020年8月1日                               | Donny Chen                 | SleepyCow                 | |
| #032                         | 21324  |                                |                                  |                                            |                            |                           | |
| #033                         | 21325  | 中世紀鐵匠屋                   | 中世紀鐵匠屋                     | 2021年2月1日                               |                            |                           | |
| #034                         | 21326  | Disney Winne The Pooh小熊維尼  | Disney Winne The Pooh小熊維尼    | 2021年4月1日                               |                            |                           | |
| #035                         | 21327  | Typewriter打字機               | Typewriter打字機                 | 2021年7月1日                               |                            |                           | |
| #036                         | 21328  | 歡樂單身派對                   | 歡樂單身派對                     | 2021年8月1日                               |                            |                           | |
| #037                         | 21329  | Fender Stratocaster 吉他大人系 | Fender Stratocaster 吉他大人系   | 2021年10月1日                              |                            |                           | |
| #038                         | 21330  | Home Alone 小鬼當家            | Home Alone 小鬼當家              | 2021年11月1日                              |                            |                           | |
| #039                         | 21331  | 音速小子-碧山區域              | 音速小子-碧山區域                | 2022年1月2日                               |                            |                           | |
| #040                         | 21332  | 地球儀                         | 地球儀                           | 2022年2月1日                               |                            |                           | |
| #041                         | 21333  | 梵谷《星夜》                   | 梵谷《星夜》                     | 2022年6月1日                               |                            |                           | |
| #042                         | 21334  | 爵士四重奏                     | 爵士四重奏                       | 2022年7月1日                               | 戚心偉                     | LEGO 7                    | |